# Réserve partielle de faune d'Ansongo Ménaka
La réserve partielle de faune d’Ansongo Ménaka est une réserve naturelle situé dans le sud de la région de Gao sur le territoire de la commune d’Ansongo, en zone frontalière avec le Niger. Elle couvre une superficie de 1 750 000 hectares. Elle a été créée le 17 février 1950 en vue de la préservation des girafes qui ont aujourd’hui totalement disparu.

## Faune
Dans la réserve sont présents le chacal commun, le fennec, le chat des sables, la gazelle à front roux et la gazelle dorcas, ainsi l'hippopotame et le crocodile dans le fleuve Niger qui longe la réserve.